# 和田耕治 (衛生学者)
和田 耕治（わだ こうじ、Koji WADA、1975年 - ) は、日本の医師、医学者。学位は博士（医学）（北里大学・2007年）。
国立健康危機管理研究機構　危機管理・運営局　危機管理参事。
専門は公衆衛生学、健康危機管理、グローバルヘルスなど。
これまで北里大学 准教授、国際医療福祉大学 医学部公衆衛生学　教授、厚生労働省 新型コロナウイルス感染症対策アドバイザリーボード 構成員などを歴任した。

## 略歴・人物
- 1975年 - 福岡県北九州市八幡生まれ。福岡県立東筑高校卒業
- 2000年 - 産業医科大学医学部卒業。研修医、企業での産業医などを従事
- 2006年 - カナダ・マギル大学産業保健修士、ポストドクトラルフェロー

- 2007年 - 北里大学大学院労働衛生学 博士（医学）。同年、同大助教に就任。その後講師、准教授を務めた
- 2013年 - 独立行政法人国立国際医療研究センター 国際医療協力局医師
- 2014年 - JICAミャンマー国主要感染症対策プロジェクト長期専門家
- 2017年 - JICAチョーライ病院向け管理運営能力強化プロジェクトチーフアドバイザー
- 2018年 - 2022年7月国際医療福祉大学大学院医学研究科 教授
- 2022年8月 - 2023年10月、ファイザー株式会社 メディカルアフェアーズ リード
- 2024年2月- 国立研究開発法人　国立国際医療研究センター　臨床研究センター　インターナショナルトライアル部長、企画戦略局次長
- 2025年4月-国立健康危機管理研究機構　危機管理・運営局　危機管理参事

## 社会活動
- 2008年 - 日本医師会勤務医の健康支援に関するプロジェクト委員会委員
- 2008年 - 厚生労働省 新型インフルエンザ専門家会議委員（医療体制,公衆衛生）ほか
- 2020年4月～2022年6月 - 厚生労働省 新型コロナウイルス感染症対策アドバイザリーボード構成員

## 書籍
- 相澤好治（監修）,和田耕治（編集）.医療機関における産業保健活動ハンドブック,産業医学振興財団,2018
- 宮村達男（監修）,和田耕治（編集）.新型インフルエンザ（A/H1N1）わが国における対応と今後の課題,中央法規,2011　ほか

## 受賞歴
- 2012年 - 日本産業衛生学会奨励賞
- 2013年 - 日本公衆衛生学会奨励賞
- 2015年 - 日本医師会医学研究奨励賞
- 2021年 -ヘルシーソサェティ賞（医師部門）
- 2023年 - 緑十字賞

## 所属学会
- 日本環境感染学会
- 日本疫学会
- 日本公衆衛生学会
- 日本産業衛生学会